# Tatran Pardubice
El Tatran Pardubice fue un equipo de fútbol de Checoslovaquia que alguna vez jugó en la Primera División de Checoslovaquia, primera división de fútbol en el país.

## Historia
Fue fundado en 1905 en la ciudad de Pardubice con el nombre SK Pardubice, y cambió de nombre varias veces:
- 1905 48– SK Pardubice
- 1948 49– Sokol MZK Pardubice
- 1949 53– ČSSZ Pardubice
- 1953 60– Tatran Pardubice

El club jugó por primera vez en la Primera División de Checoslovaquia, terminando en noveno lugar en su primera temporada hasta la ocupación nazi durante la Segunda Guerra Mundial.
Ese periodo fue el más exitoso del club, ya que incluso terminó en tercer lugar en la liga, donde permaneció hasta la temporada de 1945 al terminar en último lugar de su zona.
El club desapareció en el año 1960 mientras participaba en las divisiones regionales.